# Orthocladius rubicundus
Orthocladius rubicundus är en tvåvingeart som först beskrevs av Johann Wilhelm Meigen 1818.  Orthocladius rubicundus ingår i släktet Orthocladius och familjen fjädermyggor. Arten är reproducerande i Sverige. Inga underarter finns listade i Catalogue of Life.